# Società per azioni (ordinamento italiano)
La società per azioni (S.p.A.), nel diritto societario italiano, è una società di capitali, dotata di personalità giuridica e autonomia patrimoniale perfetta, nella quale le partecipazioni dei soci sono rappresentate da titoli trasferibili: le azioni. La sua disciplina è descritta agli articoli 2325 e segg. al Libro V Titolo V Capo V del Codice civile italiano.

## Modelli reali
A seguito della riforma del diritto societario del 2003 si possono individuare tre livelli di disciplina della S.p.A. a seconda del cosiddetto modello socioeconomico sottostante. Il principio che anima questa tripartizione della regolamentazione (prima curata solo dall'interprete) è la considerazione delle profonde differenze che intercorrono tra una piccola impresa con pochi soci che decidono di utilizzare il modello organizzativo S.p.A. e una S.p.A. di grandi dimensioni con azionariato diffuso e frammentato e che faccia anche ricorso al mercato dei capitali di rischio. Si tratta proprio di una presa di coscienza di differenze reali.
Si delineano quindi tre tipi:
- S.p.A. modello chiuso: la disciplina è quella codicistica, salvo il legislatore detti norme specifiche per le società che fanno ricorso al mercato dei capitali di rischio o alle quotate che non valgono per questo primo tipo.
- S.p.A. modello aperto (ricorso al mercato dei capitali di rischio ma non tramite i mercati borsistici) non quotata: si applicano anche le regole dettate per le società che fanno ricorso al mercato dei capitali di rischio.
- S.p.A. modello aperto (ricorso al mercato dei capitali di rischio) quotata: vi sono quattro piani successivi in cui cercare la soluzione ai quesiti normativi.
  - Leggi speciali (es. T.U. Finanza D.Lgs. 24 febbraio 1998, n. 58)
  - Norme speciali per le quotate contenute nel Codice civile (es. 2441, 4º comma)
  - Norme che si riferiscono alle società che fanno ricorso al mercato dei capitali di rischio (cfr. sopra)
  - Diritto societario comune

Per determinare quando una società faccia ricorso al mercato dei capitali di rischio occorre fare riferimento alla norma risultante dall'art. 2325 bis c.c., al 1º comma: "...sono società che fanno ricorso al mercato dei capitali di rischio le società emittenti di azioni quotate in mercati regolamentati [e qui si fa riferimento alle quotate] o diffuse fra il pubblico in misura rilevante.
La "misura rilevante" viene individuata dalla lettura dell'art. 116 del T.U. della Finanza del '98, che rimanda la definizione ad un regolamento della CONSOB. Però il legislatore del 2003, per evitare di concedere troppa arbitrarietà alla CONSOB nella definizione di questo modello socioeconomico, ha voluto fissare questa misura a quanto indicato nel regolamento CONSOB del 1º gennaio 2004 (art. 111 bis disp. att. D.lgs 6/03).

## Caratteristiche fondamentali
Gli elementi che caratterizzano questo tipo societario e la cui sussistenza è essenziale per poter applicare la normativa relativa a questo istituto sono:
- L'intento di limitare il rischio.
- La presenza di azioni che rappresentano la partecipazione dei soci alla società.[2]
- L'ammontare minimo del capitale sociale non inferiore ad 50000 € (art. 2327 c.c., come recentemente modificato dal d.l. 91/2014)[3]
- La corporazione normativa: il legislatore impone che i poteri siano rigidamente distribuiti tra diversi organi.

Se viene meno uno di questi elementi non si considera integrata la fattispecie, e quindi non è applicabile la disciplina della S.p.A.
Per tali caratteristiche (capitale elevato e compravendita pubblica delle azioni) la S.p.A. è l'unica società di capitali ammessa per l'esercizio di attività assicurativa (art. 14 lettera a D.lgs 209/2005) e l'esercizio di attività bancaria (art. 14 lettera a D.lgs 385/1993).

## Modelli di amministrazione e controllo
A seguito della riforma sono stati regolati tre diversi modelli di amministrazione e controllo della S.p.A. a disposizione dei soci (tradizionale, dualistico e monistico). Il modello dispositivo è quello di tipo tradizionale (nonché il modello più utilizzato al momento), e che richiama il modello unitario pre-riforma. La disciplina degli altri modelli è costituita in parte da norme specifiche, in parte da rinvii specifici al modello tradizionale ed infine viene chiusa da alcune clausole generali come quella presente all'art. 2380 2º comma o quella contenuto nell'art. 223 septies disp. att. c.c.

## Costituzione
Le condizioni per la valida costituzione di una S.p.A. sono essenzialmente quattro:
- Un contratto associativo tra due o più persone o un atto unilaterale (nel caso della S.p.A. cosiddetta unipersonale, cioè con un unico socio).
- La redazione di un atto costitutivo e di uno statuto per atto pubblico, ad substantiam, contenenti importanti informazioni sulla società (sede principale e secondarie, oggetto sociale, ammontare del capitale, ...) e le regole dell'agire comune che i soci stabiliscono.
- L'intera sottoscrizione di un capitale sociale il cui valore, dichiarato nell'atto costitutivo, non deve essere inferiore ai 50.000 euro, (una percentuale pari o superiore al 25% della parte di capitale sociale da conferirsi in denaro deve essere depositato presso un istituto di credito oppure una polizza assicurativa per una somma equivalente deve essere stipulata a fini di garantire il conferimento).
- Il deposito dell'atto costitutivo presso l'ufficio del registro delle imprese nella cui circoscrizione è stabilita la sede sociale deve essere effettuato ad opera del notaio entro 20 giorni o in caso di inadempienza a cura degli stessi amministratori nominati nell'atto costitutivo; se questi non vi provvedono nel termine indicato, ciascun socio può provvedervi a spese della società. Solo a seguito di questa operazione la società acquisirà personalità giuridica e autonomia patrimoniale perfetta.[6]

Solo al momento dell'iscrizione della società nel registro delle imprese si verifica la separazione patrimoniale tra il patrimonio dei soci e quello della società: la società acquista la personalità giuridica (art. 2331 c.c.).Per le operazioni compiute in nome della società prima dell'iscrizione nel registro delle imprese sono responsabili solidalmente ed illimitatamente verso i terzi coloro che hanno agito. Tali atti possono poi essere ratificati dalla società, una volta che sia sorta, con l'effetto di aggiungere la responsabilità della società nei confronti dei terzi e, sul piano interno, di sollevare il socio che ha agito.
Prima della riforma del diritto societario del 2003, non era consentito costituire S.p.A. di tipo unipersonale. Qualora tale ipotesi si fosse verificata durante la vita della società, la conseguenza sarebbe stata il superamento della separazione patrimoniale ai danni dell'unico socio il quale avrebbe risposto, seppur in via sussidiaria illimitatamente con il proprio patrimonio delle obbligazioni assunte dalla S.p.A. Inoltre il permanere di tale situazione per un periodo di sei mesi era una delle cause di scioglimento della società. Attualmente, qualora si verificasse l'unipersonalità del socio nella S.p.A., il principio dell'autonomia patrimoniale perfetta è derogato solo nel caso in cui non siano stati effettuati per intero i conferimenti e non si sia adempiuto a pubblicizzare il fatto secondo gli oneri speciali del caso.
L'atto costitutivo deve contenere:
- Generalità dei soci e degli eventuali promotori, nonché il numero delle azioni assegnate a ciascuno di essi
- Denominazione sociale, e il comune ove sono poste la sede della società e le eventuali sedi secondarie.
- Oggetto sociale
- Capitale sottoscritto e capitale versato
- Numero delle azioni emesse, valore nominale delle azioni, modalità di emissione, modalità di circolazione delle azioni
- Valore dei crediti e dei beni conferiti
- Norme sulla ripartizione degli utili
- Benefici dei soci promotori o dei soci fondatori
- Sistema amministrativo adottato, numero, poteri, rappresentanza degli amministratori
- Membri del collegio sindacale (3 oppure 5 + 2 sostituti)
- Eventuale durata della società
- Spese di costituzione a carico della società

Il codice civile prevede due modalità di costituzione.
- la costituzione simultanea: l'atto costitutivo è stipulato immediatamente da coloro che prendono l'iniziativa della vita societaria, i quali provvedono anche alla sottoscrizione dell'intero capitale sociale;
- la costituzione per pubblica sottoscrizione: l'atto costitutivo viene stipulato a seguito di un complesso procedimento che consente la raccolta del capitale tra il pubblico.

## Nullità della società (Art. 2332 c.c.)
La disciplina della nullità della S.p.A. è importante perché mostra come il momento contrattuale che sta alla base della nascita della società lasci il campo al momento funzionale e organizzativo. Infatti una volta avvenuta la registrazione della società nel registro delle imprese, non valgono più le normali cause di nullità degli artt. 1418 e ss. c.c. ma si applica la differente disciplina del 2332 c.c.: "Avvenuta l'iscrizione nel registro delle imprese, la nullità può essere pronunciata soltanto nei seguenti tre casi:
1. Mancata stipulazione dell'atto costitutivo nella forma di atto pubblico;
2. Illiceità dell'oggetto sociale;
3. Mancanza nell'atto costitutivo (o nello Statuto) di ogni indicazione riguardante la denominazione della società, o i conferimenti, o l'ammontare del capitale sociale o l'oggetto sociale;"

Da notare l'avverbio "soltanto" che marca queste ipotesi come tassative, le uniche ammissibili dopo l'iscrizione della società. La ragione della predisposizione di una disciplina differente dall'ordinaria è quella di tutela dei traffici e dei soggetti terzi che intraprendano relazioni con la società. Una nullità ex 1418 travolgerebbe la società ex tunc e con essa tutti i rapporti costituiti dalla nascita della medesima, con conseguente perdita di garanzie per i creditori (e aumento dei costi di transazione considerati come costi da monitoraggio del credito ex ante e da lite ex post). Invece il 2332 detta una regola opposta: l'efficacia degli atti compiuti dopo l'iscrizione e fino alla dichiarazione di nullità è salva. I soci sono obbligati a versare i conferimenti fino al soddisfacimento dei creditori sociali. Parte della dottrina ritiene che la disciplina ex art. 2332 non sia speciale rispetto a quella degli artt. 1418 e ss. ma "diversa" (con oggetto diverso, non un atto ma un'organizzazione): il risultato sarebbe in termini di interpretazione quello della non immediata estensione dei principi della disciplina della nullità contrattualistica alla nullità della società per colmare le eventuali lacune. Infine la nullità è equiparata dal legislatore ad una causa di scioglimento della società (La sentenza che dichiara la nullità nomina i liquidatori).

## Patti parasociali
I patti parasociali sono accordi stipulati fra i soci, ai quali rimane estranea la società. Come tutti i contratti essi sono vincolanti tra le parti e quindi la società non può mai essere obbligata a fare qualcosa in base ai patti messi a punto dai soci.
La validità dei patti è meramente obbligatoria quindi l'eventuale inadempimento di un socio non comporta conseguenze nel legame che lo lega alla società ma obbliga il socio al semplice risarcimento del danno per inadempimento contrattuale (cioè del patto parasociale)
La più antica distinzione che si fa dei patti parasociali individua tre categorie:
1. patti posti in essere nell'interesse proprio dei soci (obbligo di rimanere in società per tot tempo, ecc.)
2. patti posti in essere anche nell'interesse della società (es. i soci si impegnano a conferire ulteriori mezzi finanziari negli anni a venire)
3. patti che pur non obbligando direttamente la società ne modificano sostanzialmente l'attività (es. dei soci si impegnano a non esercitare il diritto di voto in determinate situazioni al fine di fare decide altri soci in tutta libertà)

I patti parasociali così come tutti i contratti possono essere a contenuto atipico ma diventano nulli se sono idonei a modificare il tipo legale della società alla quale si affiancano (se un socio si impegna a rispondere illimitatamente per le obbligazioni assunte da una S.p.A. di cui è socio si modifica sostanzialmente il tipo legale cioè si perde il requisito essenziale della limitatezza della responsabilità della S.p.A.)
Essi possono anche avere una durata predeterminata.
Due sono i tipi di patti parasociali più conosciuti:
1. Patti di blocco = i partecipanti al patto, prima di vendere le proprie azioni a terzi, devono concedere la prelazione agli altri membri del patto.
2. Patti di sindacato = i partecipanti si accordano per votare tutti allo stesso modo in sede di assemblea. Sarà la maggioranza (per numero di azioni possedute) a scegliere cosa si voterà.

## Struttura finanziaria
La S.p.A. costituisce la forma più sofisticata che l'ordinamento italiano conosca di finanziamento dell'impresa. La disciplina della struttura finanziaria è quindi un argomento essenziale. Anche prima della riforma del diritto societario la S.p.A. costituiva il modello più avanzato di organizzazione e finanziamento dell'impresa, ma è solo dopo il D.lgs. 6/03 che la struttura finanziaria ha assunto un ruolo centrale nella disciplina relativa alla S.p.A. e sono stati ampliati i canali di finanziamento. In pratica l'obiettivo del legislatore è stato quello di garantire alla società il massimo apporto di risorse possibile, e questo risultato è stato perseguito permettendo alla S.p.A. di emettere i più vari tipi di strumenti finanziari e rendendo elastica e modellabile secondo le esigenze la relativa disciplina.

### Conferimenti
Con il termine "conferimento" si indica l'apporto di beni da parte del socio alla società che siano effettivamente imputati al capitale sociale nominale. Nella S.p.A. i conferimenti (Art. 2342 c.c.) devono farsi in denaro (principio dispositivo) o in natura. Nel caso di conferimenti in denaro, al momento della sottoscrizione è sufficiente l'effettivo versamento anche solo del 25% del conferimento. Questo non vale nei casi di S.p.A. unipersonale nei quali il conferimento deve essere pari al totale del capitale sociale o nei casi di conferimenti in natura. Per i conferimenti in natura, invece, occorre una necessaria e attenta valutazione dei beni, che viene effettuata da un ufficiale giudiziario incaricato dal tribunale ove la società ha sede che, rilascerà una relazione di stima con il valore ipotetico di tali conferimenti. Non possono invece essere oggetto di conferimento le prestazioni di opera o di servizi (tipologia di conferimenti ammessa invece per l'altro grande modello di società di capitali dell'ordinamento italiano, ovvero la S.r.l.).
Spetta agli amministratori il compito di richiedere ai soci il capitale non versato qualora ciò appaia utile o necessario. Come principio dispositivo al conferimento effettuato corrisponde una quota di azioni proporzionale. Le azioni corrispondenti a porzioni di capitale ancora non versato ("azioni non liberate") sono soggette ad un regime speciale: chi le trasferisce ad altri è obbligato in solido per tre anni per i versamenti ancora non effettuati.
I conferimenti vengono prelevati dagli amministratori dopo l'iscrizione della società nel registro delle imprese.

#### Stima dei conferimenti in natura
Ex art. 2343 cc i beni in natura devono essere accompagnati da una relazione giurata di un esperto nominato dal tribunale che attesti il valore del conferimento. La relazione deve essere consegnata dal socio agli amministratori che la devono depositare presso il registro delle imprese insieme all'atto costitutivo della società.
A questo punto la relazione deve essere controllata entro 180 giorni dagli amministratori che, se riscontrano una differenza di oltre un quinto tra il valore dichiarato e quello effettivo devono diminuire in proporzione il capitale sociale. In alternativa il socio può decidere di recedere dalla società (ottenendo il rimborso) o di versare la differenza in denaro.
L'esperto nominato dal tribunale ha una responsabilità civile e penale per la correttezza delle sue valutazioni; queste devono essere fatte tenendo conto del valore di utilizzo del bene e non del semplice valore di liquidazione del bene conferito (es. un macchinario vale 100 se impiegato in un determinato contesto mentre vale 40 se lo si vuole vendere).
Nulla impedisce agli amministratori di convenire con il socio che per il conferimento vengano liberate meno azioni rispetto al valore individuato dall'esperto (il bene vale 100 ma il socio ha in cambio solo 80 in azioni). Il surplus verrà imputato a capitale disponibile come se fosse frutto del sovrapprezzo di azioni. Se sottovalutare un conferimento è concesso non lo è il contrario cioè sopravvalutare un conferimento: farlo vorrebbe dire gonfiare fittiziamente il capitale sociale con conseguente illusione di avere un capitale più importante della realtà.
Il d.lgs.142/2008 in attuazione della direttiva comunitaria 2006/68/CE, ha previsto il superamento dell'obbligo della relazione peritale nei casi in cui sussista, per la valutazione del bene conferito, un idoneo parametro di riferimento (artt.2343ter c.c. e 2343 quater c.c.)

### Strumenti finanziari
La S.p.A. rappresenta la forma più evoluta (nel nostro ordinamento) di organizzazione e finanziamento dell'impresa. In particolare il finanziamento, oltre che attraverso l'indebitamento della società presso gli istituti di credito, può essere attratto tramite tre macro-categorie di strumenti finanziari che il legislatore ha predisposto.
Le categorie di strumenti finanziari si differenziano tra loro in base al "rischio" che presentano, calcolato su due punti: la remunerazione durante il rapporto e la restituzione dell'investimento. Si va dal rischio massimo delle azioni che non hanno né remunerazione né restituzione certe a quello minimo delle obbligazioni che hanno sia remunerazione che restituzione certe (con una vasta gamma di strumenti intermedi).

#### Azioni
Le azioni rappresentano l'unità di misura della partecipazione sociale in una S.p.A. Le azioni sono eguali tra loro e conferiscono eguali diritti.
Si possono però creare categorie speciali di azioni, dotate di diritti diversi. I diritti cui le azioni danno accesso si distinguono in amministrativi (ad es. il diritto di voto, diritto di intervento) e patrimoniali (ad es. il diritto ai dividendi, diritto alla quota di liquidazione). La riforma del diritto societario ha esteso l'ambito dell'autonomia statutaria in materia di categorie di azioni, sicché si può parlare di atipicità dell'azione.
L'atto costitutivo può prevedere varie categorie di azioni, corredate dalle più varie combinazioni di diritti amministrativi e patrimoniali. In Italia possono essere emesse azioni a voto plurimo per le S.p.A. non quotate, con un massimo di 3 voti per azione. Le azioni di categoria speciale si distinguono dalle azioni ordinarie che, di norma, non hanno uno statuto particolare. Le azioni di categoria speciale più note sono le azioni di risparmio, che possono essere emesse solo da società quotate, e le azioni privilegiate nella distribuzione degli utili o nell'incidenza delle perdite. La riforma ha ammesso anche le azioni correlate ad un particolare settore di affari (dette anche tracking stocks). Sono ammissibili anche azioni con voto limitato o prive del diritto di voto, ma nel complesso non possono superare la metà del capitale sociale.
In base alle norme italiane sull'informativa societaria, non devono essere comunicate al mercato le acquisizioni di partecipazioni finché restano inferiori al 2% del capitale sociale complessivo.

Il limite riguarda le azioni direttamente acquisite da un soggetto presso un'altra società, non gli acquisti effettuati avvalendosi di intermediari finanziari che agiscono in nome e per conto di terzi (su loro mandato e conferimento di capitali per l'operazione).

##### Valore nominale, reale e di mercato
Le azioni possono avere o non avere valore nominale: il valore nominale è la quota parte di capitale sociale rappresentato da ciascuna azione, ed uguale per tutte. Quando le azioni sono prive di valore nominale, ciò significa che detto valore è inespresso, cioè non figura sul titolo. Lo si può comunque calcolare dividendo il capitale sociale per il numero complessivo delle azioni. Ad esempio: se il capitale sociale è 1 milione di euro ed è stato diviso in 100.000 azioni, ciascuna azione ha un valore nominale di 10 euro.
Il valore reale di un'azione è dato dalla somma tra valore nominale e quota di riserve. Ad esempio: se una società ha patrimonio netto per 120 e capitale 100, mentre ciascuna azione ha valore nominale di 10, il valore reale sarà 12.
Il valore di mercato è quello al quale le azioni vengono effettivamente vendute, tenendo conto delle prospettive reddituali dell'impresa. Se la società è quotata, il valore di mercato corrisponde a quello di borsa.

##### Titoli azionari, azioni dematerializzate e non cartolarizzate
Le azioni sono in genere rappresentate da titoli azionari nominativi (anche se il codice civile ne parla, i titoli al portatore non sono più ammessi, salvo che per le Società di investimento a capitale variabile, SICAV). In alternativa, le azioni possono essere dematerializzate o non cartolarizzate. Dematerializzate sono necessariamente per legge tutte le azioni delle società quotate e di quelle con titoli diffusi tra il pubblico in misura rilevante. Lo statuto delle società chiuse può invece optare per la rappresentazione non cartolare.
I titoli azionari nominativi si trasferiscono per girata, ma è ancora ammesso il cosiddetto transfert (ossia una procedura a cura dell'emittente con la quale viene contestualmente annotato il nome dell'acquirente sul titolo e nel libro dei soci). La girata azionaria deve essere piena, datata e autenticata da un notaio o da una SIM. Le azioni dematerializzate si trasferiscono mediante annotazione su conti speciali ad opera di intermediari abilitati, accreditati presso una società di gestione accentrata di strumenti finanziari (in Italia ne opera solo una: Monte Titoli S.p.A.). Al trasferimento delle azioni dematerializzate si applicano gli artt. 28-34 del d.lgs. 213/98, comunemente detto decreto Euro. Infine, se lo statuto ha optato per la rappresentazione non cartolare, la circolazione delle azioni avviene mediante annotazione sul libro dei soci, a cura degli amministratori.

##### Limiti alla circolazione dei titoli azionari
- Limiti imposti dalla legge:
  - Le azioni liberate con conferimenti diversi dal denaro possono essere trasferite solo dopo la verifica della stima e la eventuale revisione (la verifica deve intervenire entro 180 giorni dal conferimento).
  - Le azioni con prestazioni accessorie sono trasferibili con il gradimento del consiglio di amministrazione.
  - Altre limitazioni previste dalle leggi speciali.
- Limiti convenzionali stabiliti dallo statuto tra cui: divieto di trasferimento delle partecipazioni (durata massima 5 anni, solo per le società chiuse), clausola di gradimento, clausola di prelazione.

##### Diritti dell'azionista
Si dividono in:
- Diritti patrimoniali: diritto all'utile, diritto alla quota di liquidazione.
- Diritti amministrativi: diritto di intervento in assemblea, diritto di voto in assemblea, diritto di impugnazione delle deliberazioni (spetta agli azionisti che rappresentano almeno il 5% del capitale delle società chiuse, o l'1 per mille delle società aperte), diritto a consultare il libro delle adunanze e deliberazioni assembleari ed il libro soci.
- Diritti di controllo: diritto di denunciare fatti censurabili al collegio sindacale, e gravi irregolarità amministrative al tribunale
- Diritti di disporre: pegno/usufrutto dell'azione

##### Obblighi dell'azionista
Salvo che non sia tenuto alle prestazioni accessorie, l'azionista ha il solo obbligo di effettuare il conferimento promesso, a richiesta degli amministratori. Il socio che non adempie si dice moroso e può essere dichiarato decaduto se l'esclusione non riesce.

#### Tutela degli azionisti di minoranza
A norma dell'art. 2409 del codice civile, se vi è sospetto che gli amministratori compiano gravi irregolarità, gli azionisti di minoranza (che rappresentino almeno il 5% del capitale sociale, ovvero il 10% se la società non è quotata in Borsa, o quota minore dove lo preveda lo Statuto societario), possono denunciare i fatti al tribunale, fino ad ottenere dai giudici la revoca del consiglio di amministrazione e dei sindaci, e la nomina di un amministratore giudiziario, del quale il tribunale determina poteri e durata.
La gestione deve essere orientata alla massimizzazione del profitto per tutti gli azionisti-soci, che vantano eguali diritti nei confronti dell'azienda. Una gestione garante dei soli azionisti di maggioranza costituisce una violazione di gravità tale da giustificare la revoca del mandato agli amministratori.
La norma può essere invocata da qualsiasi soggetto che ritenga di segnalare gravi violazioni delle leggi da parte degli amministratori. È chiaramente in primo luogo una forte tutela degli azionisti minori, che non hanno la maggioranza delle quote e dei voti dell'Assemblea e del Consiglio di amministrazione.

#### Strumenti finanziari partecipativi
Gli strumenti finanziari partecipativi costituiscono un nuovo canale di finanziamento della S.p.A. che il legislatore della riforma del 2003 ha predisposto. Si pongono ad un livello intermedio in quanto presentano un grado di rischio minore rispetto alle azioni, ma maggiore rispetto alle obbligazioni. Possono essere corredati di vari tipi di diritti amministrativi e patrimoniali, escluso però il diritto di voto in assemblea generale, a meno che non sia limitato ad alcune particolari materie (ad esempio solo per l'approvazione del bilancio).
Spetta allo statuto disciplinare le modalità e le condizioni di emissione, i diritti che tali strumenti conferiscono, le sanzioni in caso di inadempimento e, se ammessa, le modalità di circolazione. A questi strumenti finanziari può essere riservata la nomina di un componente degli organi amministrativi e di controllo (art. 2351 c.c.). I titolari di questi strumenti si riuniscono in un proprio organismo assembleare speciale ex art. 2376 sulla falsariga dell'assemblea degli obbligazionisti.

#### Obbligazioni
Le obbligazioni sono titoli di credito emessi in serie, tutti identici e fungibili tra loro, liberamente trasferibili, risultanti da una ampia manovra di finanziamento attuata dalla società. Si tratta di un'operazione di mutuo cartolarizzata e parcellizzata. Le obbligazioni non sono imputate al capitale sociale, e i possessori di obbligazioni solitamente sono privi di diritti amministrativi. Esse vengono emesse dagli amministratori per delibera verbalizzata da un notaio.
In compenso tra i tre strumenti finanziari costituiscono la categoria più "sicura" in quanto hanno una remunerazione a tasso fisso ed un rimborso a data certa (questo almeno nella categoria ordinaria). In seguito alla riforma del 2003 è stata ampliata notevolmente la possibilità di emettere tale strumento finanziario (fino al doppio del patrimonio netto, ovvero capitale sociale più riserve) ed è stata spostata la competenza (almeno in via dispositiva, cioè "salvo diversa previsione dello statuto") dall'assemblea in sede straordinaria al C.d.A. semplificando l'operazione al fine di aumentare i canali di finanziamento disponibili per il modello S.p.A.
Gli obbligazionisti percepiscono periodicamente la quota di interesse accordata ed allo scadere del prestito obbligazionario hanno il diritto di vedere restituita la somma mutuata alla società.

##### Limiti all'emissione di obbligazioni
Il limite massimo entro cui è possibile emettere obbligazioni secondo la legislazione italiana consiste nel doppio del capitale sociale + riserve legali + riserve disponibili.
Questo ammontare può essere superato solo sotto autorizzazione dell'autorità che potrà concederla al verificarsi dei seguenti casi:
- Obbligazioni dirette ad investitori professionali
- Obbligazioni garantite da ipoteca (emissibili per un valore pari al doppio del capitale sociale + riserve legali + riserve disponibili incrementato dei 2/3 del valore degli immobili societari sui quali è stata iscritta l'ipoteca)
- Verificarsi di particolari ragioni che interessano l'economia nazionale

##### Obbligazioni convertibili in azioni
Si tratta di speciali obbligazioni i cui possessori, al momento del rimborso della quota di capitale mutuata alla società, possono decidere di ricevere azioni al posto di denaro in base ad un rapporto di cambio diverso da quello di mercato e stabilito in precedenza (in genere, più favorevole). 
Nel caso si verifichi questa eventualità dovrà essere deliberato un aumento di capitale sociale.

##### Assemblea degli obbligazionisti
È composta dai possessori di obbligazioni di una società. Essa elegge un rappresentante comune che parteciperà, senza diritto di voto. all'assemblea dei soci, e potrà eventualmente riportare le deliberazioni degli obbligazionisti, i quali, all'interno della loro specifica assemblea, possono deliberare su questioni inerenti strettamente i loro interessi.

### Patrimoni destinati ad uno specifico affare
La norma ex art. 2447 bis c.c. lett. a fornisce alla S.p.A. la possibilità di costituire dei patrimoni destinati ad uno specifico affare. Si tratta di un ulteriore metodo di limitazione della responsabilità della società e di finanziamento della stessa. "Limitazione" perché il legislatore consente che, ricorrendo alcune condizioni, la società possa "staccare" una parte del proprio patrimonio per destinarlo ad uno specifico affare disponendo che delle obbligazioni sorte nell'esecuzione dell'affare ne risponda solo il patrimonio destinato e che i creditori sociali non possano soddisfarsi su tale patrimonio. Ma la società ha anche la possibilità di emettere degli strumenti finanziari sullo specifico affare o di ottenere l'apporto di terzi. La convenienza di questo istituto poggia anche sulla diminuzione dei costi di monitoraggio del credito per i creditori dello specifico affare che saranno così invogliati a partecipare (in quanto non devono controllare l'intera società ma solo il patrimonio destinato).
Alla lettera b dello stesso articolo si offre alla S.p.A. un'ulteriore possibilità di finanziamento: il legislatore permette alla società di stipulare un contratto di finanziamento per uno specifico affare con un soggetto che accetti di essere rimborsato (e remunerato) interamente o parzialmente sui proventi dell'affare finanziato. L'effetto che si produce è simile a quanto sopra, eccetto che la separazione patrimoniale si attua sui proventi.
Il valore di un patrimonio dedicato non può superare il 10% del patrimonio netto della società.

## Organi della S.p.A. tradizionale
Gli organi sociali nella S.p.A. modello "tradizionale" sono:
- Assemblea degli azionisti
- Organo amministrativo
- Collegio sindacale

### Assemblea degli azionisti
L'assemblea è l'organo che riunisce tutti i soggetti titolari di azioni con diritto di voto i quali sono chiamati a prendere alcune importanti decisioni per la vita della società, come l'elezione e la revoca dell'organo amministrativo, l'elezione dei sindaci, l'approvazione del bilancio e la promozione dell'azione di responsabilità. Rientra nella competenza dell'assemblea anche la modifica dell'atto costitutivo.
La convocazione dell'assemblea deve seguire alcune formalità, elencate all'art. 2366 c.c.
L'assemblea può essere di due tipi:
- ordinaria (art. 2364 c.c.)
- straordinaria (art. 2365 c.c.)

Tra un tipo e l'altro cambiano le competenze e le maggioranze richieste per il voto, sia a livello di quorum costitutivo che di quorum deliberativo. In particolare l'assemblea straordinaria è l'organo chiamato a prendere le decisioni più importanti per la società, come, ad esempio, la delibera sulle modifiche all'atto costitutivo.
In tema di assemblea è anche rilevante la disciplina dei cosiddetti patti parasociali (accordi tra soggetti appartenenti ad una stessa società al fine di allearsi e di regolare l'agire comune all'interno della società) .
Particolare è anche la disciplina relativa ai vizi d'invalidità delle delibere assembleari che se da un lato vuol tutelare la massa degli azionisti di minoranza, dall'altro vuol evitare che situazioni di incertezza economica e politica aziendale possano nuocere alla stabilità societaria. Le delibere sono nulle quando è mancata la convocazione dell'assemblea; quando manca la redazione del verbale; quando si adottano delibere illecite o impossibili (o aventi contenuto illecito o impossibile).
La delibera è impugnabile da chiunque vi ha interesse nel termine di tre anni che decorre dalla trascrizione nel libro dei soci della delibera (imprescrittibile è l'azione che sia volta alla declaratoria di nullità di una delibera modificativa dell'oggetto sociale che abbia previsto attività illecite o impossibili). Inoltre sussistono altre eccezioni a seconda del tipo di delibere e del tipo di società per azioni interessata.
Sono invece annullabili le delibere non adottate in conformità della legge o dello statuto: es. quando la costituzione dell'assemblea è dipesa dalla partecipazione di soggetti non legittimati. L'azione di annullamento spetta all'organo amministrativo, al collegio sindacale e ai soci assenti, dissenzienti o astenuti che insieme possiedono almeno il 5% delle azioni con diritto di voto (quorum che si abbassa all'uno per mille nelle società quotate). L'azione è soggetta ad un termine di novanta giorni dalla data della deliberazione o, qualora questa sia soggetta a iscrizione o deposto nel registro delle imprese, dalla data di iscrizione o di deposito.

### Organo amministrativo
All'organo amministrativo spetta in via esclusiva la gestione dell'impresa e l'attuazione dell'oggetto sociale. Nel modello tradizionale l'organo amministrativo viene eletto dall'assemblea ordinaria e dura in carica al massimo tre esercizi (con possibilità di rielezione ad nutum); di esso possono far parte anche soggetti non soci.
I requisiti di ineleggibilità sono previsti dall'art. 2382 cod.civ.; quelli di incompatibilità, eventualmente, da normative speciali. Esso può essere formato da un amministratore unico o da una pluralità di amministratori, nel qual caso si formerà il consiglio di amministrazione o CDA. In tale ultimo caso, qualora lo statuto o l'assemblea lo consentano, il CDA può delegare le proprie funzioni (salvo alcune rilevanti eccezioni ai sensi del 2381 c.4 cod.civ.) ad un comitato esecutivo e/o ad uno o più amministratori delegati.
I flussi informativi tra deleganti e delegati e i relativi obblighi sono compiutamente disciplinati dall'art. 2381 cod.civ., in particolare va segnalato l'obbligo dei deleganti di "agire informati", obbligo che ha sostituito il generale dovere di vigilanza previsto dalla normativa ante riforma 2003. Agli amministratori spetta inoltre il potere di rappresentanza che è prescritto come "generale", ossia prescindente dalla conformità o meno dell'atto rispetto all'oggetto sociale. Una volta eseguite le pubblicazioni relative all'atto di nomina, gli eventuali vizi dello stesso non potranno essere più fatti valere verso i terzi di buona fede, che, pertanto, si vedranno tutelati nei contratti stipulati con la società. Discorso analogo deve farsi laddove l'amministratore ecceda i limiti, statutari o assembleari, al potere di rappresentanza: in tal caso gli atti compiuti dall'amministratore in nome della società saranno sempre inopponibili ai terzi salva la cd. exceptio doli. Diversamente si ritiene che restino opponibili ai terzi gli atti compiuti eccedendo i limiti legali al potere di rappresentanza (tesi, per la verità, non del tutto condivisa).
Il regime di responsabilità è disciplinato dagli articoli 2392 cod.civ. e seguenti. Sinteticamente trattasi di una responsabilità personale e per colpa, laddove più siano gli amministratori responsabili opererà un regime di solidarietà. In generale l'amministratore delegante non risponde dei fatti o atti imputabili al delegato, salvo violazione di uno specifico obbligo. Resta, infine, indenne da responsabilità l'amministratore dissenziente che abbia fatto annotare il suo dissenso e ne abbia dato notizia al collegio sindacale. La responsabilità degli amministratori opera:
- verso la società per danni causati al patrimonio della stessa (in tal caso è altresì prevista un'azione, in litisconsorzio necessario con la società, da parte della minoranza dei soci ai sensi dell'art 2393-bis c.c.)
- verso i creditori sociali qualora il patrimonio sociale sia incapiente
- verso singoli soci o terzi per fatto illecito compiuto nei loro confronti.

Nel primo caso il regime di responsabilità è quello contrattuale, nel secondo extracontrattuale (anche tale siffatta soluzione, ad oggi maggioritaria, non è pacifica né in dottrina, né in giurisprudenza) mentre il terzo è di tipo individuale.

### Collegio sindacale
Il collegio sindacale è l'organo di controllo della S.p.A. nel modello tradizionale, costituito da 3 a 5 membri effettivi e da due membri supplenti, soci o non soci; esso è nominato nell'atto costitutivo ed, in mancanza di indicazione, deve essere eletto dall'assemblea ordinaria; resta in carica tre anni ed i suoi componenti possono essere rieletti. La legge vuole garantire ai sindaci una posizione di indipendenza rispetto agli amministratori e prevede l'ineleggibilità e la decadenza dall'ufficio nel caso in cui vengano eletti: coniuge, parenti e affini degli amministratori. I sindaci possono essere rimossi dalla carica solo per una giusta causa e per tale rimozione non è sufficiente la delibera assembleare ma è necessario anche un provvedimento di approvazione del tribunale.
Nelle società che non fanno ricorso al mercato di rischio e che non sono tenute alla redazione del bilancio consolidato, qualora lo statuto lo preveda, il collegio sindacale può essere altresì investito della revisione legale dei conti. In tal caso tutti i sindaci debbono essere iscritti nel registro dei revisori contabili.